# Elezioni presidenziali in Guinea-Bissau del 2019
Le elezioni presidenziali in Guinea-Bissau del 2019 si sono tenute il 24 novembre (primo turno) e il 29 dicembre (secondo turno).

## Risultati
| Candidati               | Partiti                                                          | I turno | I turno | II turno | II turno |
| Candidati               | Partiti                                                          | Voti    | %       | Voti     | %        |
| ----------------------- | ---------------------------------------------------------------- | ------- | ------- | -------- | -------- |
| Umaro Sissoco Embaló    | Madem G15                                                        | 153 530 | 27,65   | 293 359  | 53,55    |
| Domingos Simões Pereira | Partito Africano per l'Indipendenza della Guinea e di Capo Verde | 222 870 | 40,13   | 254 468  | 46,45    |
| Nuno Gomes Nabiam       | Assemblea del Popolo Unito                                       | 73 063  | 13,16   |          |          |
| José Mário Vaz          | Indipendente                                                     | 68 933  | 12,41   |          |          |
| Carlos Gomes Júnior     | Indipendente                                                     | 14 766  | 2,66    |          |          |
| Baciro Djá              | Fronte Patriottico di Salvezza Nazionale                         | 7 126   | 1,28    |          |          |
| Vicente Fernandes       | Partito della Convergenza Democratica                            | 4 250   | 0,77    |          |          |
| Mamadú Iaia Djaló       | Partito della Nuova Democrazia                                   | 2 813   | 0,51    |          |          |
| Idriça Djaló            | Partito di Unità Nazionale                                       | 2 569   | 0,46    |          |          |
| Mutaro Intai Djabi      | Indipendente                                                     | 2 385   | 0,43    |          |          |
| Gabriel Fernando Indi   | Partito Social Democratico Unito                                 | 1 982   | 0,36    |          |          |
| Antonio Afonso Té       | Partito Repubblicano dell'Indipendenza per lo Sviluppo           | 1 061   | 0,19    |          |          |
| Totale                  | Totale                                                           | 555 348 | 100     | 547 827  | 100      |